# 気仙沼市立気仙沼中学校
気仙沼市立気仙沼中学校（けせんぬましりつ けせんぬまちゅうがっこう）は、宮城県気仙沼市笹が陣にある公立中学校。略称は気中（けちゅう）。

## 概要
第二次世界大戦後の学制改革により1947年に開校した中学校である。
校歌は1955年に制定された。作詞は気仙沼市出身の商学者・上坂酉蔵が、作曲は作曲家の山田耕筰が手掛けた。

## 沿革
第二次世界大戦の学制改革により1947年に開校したのが起源となる。開校時は校舎を有していなかったため、1949年に独立校舎が完成するまでは隣接する気仙沼小学校の西校舎を間借りして授業を行った。ただし、当時の気仙沼小学校は児童2,700人を有する全国有数のマンモス校であったことから、当校へ教室を割り当てるほどの余裕が無かった。初年度の1947年度に関しては、就学義務のない2・3年生（国民学校高等科生や青年学校本科生の希望者）も入学させたうえで2部授業や分散授業をしない方針を気仙沼町独自に取り決めていたため、14教室分が提供された。そのため小学校は残りの41教室で2,700人を捌かざるを得ず、1教室あたり65人を収容する羽目となった。

### 年表
- 1947年（昭和22年）
  - 4月1日 - 気仙沼町立気仙沼中学校として開校[2]。
  - 4月18日 - 開校式を挙行し、同日を開校記念日に制定[2][7]。
  - 6月16日 - 校章と帽章を制定[2]。
- 1949年（昭和24年）5月20日 - 東校舎（200坪）を落成[8]。
- 1950年（昭和25年）
  - 1月24日 - 校旗を制定[2]。
  - 1月30日 - 管理舎（128坪）を落成[8]。
  - 11月3日 - 優良施設校として文部大臣賞を受賞[2]。
- 1951年（昭和26年）5月30日 - 理科棟と音楽室を設置[8]。
- 1953年（昭和28年）
  - 6月1日 - 町村合併に伴い、「気仙沼市立気仙沼中学校」に改称[2]。
  - 12月20日 - 西校舎（199坪）を落成[8]。
- 1955年（昭和30年）9月15日 - 校歌制定発表会を開催[2]。
- 1959年（昭和34年）9月25日 - 体育館を落成[8]。
- 1962年（昭和37年）4月20日 - 西校舎を落成[2]。
- 1967年（昭和42年）2月4日 - 緑が丘を校庭に設置[2]。
- 1969年（昭和44年）
  - 7月10日 - プールを落成[2]。
  - 12月17日 - 宮城県学校保健優秀校として受賞[2]。
- 1970年（昭和45年）
  - 4月8日 - 個別指導学級を開設[2]。
  - 12月17日 - 相撲場を中庭に設置[2]。
- 1976年（昭和51年）4月18日 - ヒマラヤスギを校木に制定[2]。
- 1978年（昭和53年）
  - 4月1日 - 気仙沼市立条南中学校が分離開校[9]。
  - 3月10日 - 校門と通用門を設置[2]。
- 1979年（昭和54年）4月18日 - 応援歌「気中健児よ」を制定[2]。
- 1980年（昭和55年）12月4日 - 共同実習所を設置[2]。
- 1984年（昭和59年）11月 - 相撲場を校庭に移築[2]。
- 1985年（昭和60年） - 中央校舎を落成[10][1]。
- 1986年（昭和61年）11月6日 - 屋外部室を落成[2]。
- 1993年（平成5年）10月30日 - コンピュータ室を設置[2]。
- 1994年（平成6年）3月16日 - 立志の碑を設置[2]。
- 1995年（平成7年）
  - 4月1日 - 浜見が丘美術館を設置[2]。
  - 5月28日 - トレーニングルームを設置[2]。
- 2003年（平成15年）4月1日 - 宮城県学力向上フロンティアスクールに指定[2]。
- 2011年（平成23年） - 校庭に東日本大震災の被災者向けの仮設住宅を設置[11]。
- 2024年（令和6年）4月1日 - 気仙沼市立条南中学校を統合[12][13]。

## 教育目標
2021年度の教育目標。

### 学校像
- 生徒の未来のために、学び合い・高め合いのある、魅力ある教育活動を推進し、地域と協働する学校

## 施設概要
主な施設。面積は延床面積を掲載。
- 西校舎（1,781 m2） - 1962年竣工の鉄筋コンクリート造3階建て[2][1]
- 中央校舎（5,767 m2） - 1985年竣工の鉄筋コンクリート造3階建て[2][1]
- 屋内運動場（1,781 m2） - 1959年竣工の鉄筋コンクリート造2階建て[8][1]
- プール - 1969年竣工[2]
- 校庭
- テニスコート
- 部室 - 1986年竣工[2]

## 学区
- 気仙沼市
  - 本町1区・2区、舘山1区・2区、古町1区 - 6区、滝の入1区・2区、新町1区・2区、三日町1区・2区、八日町1区・2区、魚町1区 - 3区、太田1区・2区、南町1区 - 4区、河原田1区・2区、幸町1区・2区、内の脇1区・2区
  - 福美町区、化粧坂区、沢田区、陣山区、入沢区、柏崎区、港町区、南が丘区、仲町区、魚市場前区、弁天町区、潮見町区、川口町区

出典：

## 進学前小学校
- 気仙沼市立気仙沼小学校（気仙沼市笹が陣）[15]

## アクセス

### BRT
- 大船渡線BRT - 内湾入口駅から徒歩で約16分

### 路線バス
- 「南町」バス停（市内循環バス・ミヤコーバス）から徒歩で約8分
- 「気仙沼市役所前」バス停（市内循環バス・ミヤコーバス）から徒歩で約10分

## 周辺
- 気仙沼市図書館
- 気仙沼市立気仙沼小学校
- 気仙沼市民会館
- 気仙沼公園

## 出身者・関係者

### 出身者
- 境恒春 - 政治家・歌手・タレント[16]
- 谷真海 - 陸上競技選手（パラトライアスロン選手）[17]

### 関係者
- 熊谷達也 - 直木賞作家。教師として3年間赴任していた[18]。